# 卡尔·西尔弗斯特兰德
卡尔·西尔弗斯特兰德（瑞典語：Carl Silfverstrand，1885年10月9日—1975年1月2日），瑞典男子体操运动员。他曾获得1912年夏季奥运会体操比赛男子团体瑞典式金牌。他于1975年在赫尔辛堡去世。